# جوزيف لاقو
اللواء جوزيف لاقو (بالإنجليزية: Joseph Lagu)‏ (ولد في 21 نوفمبر 1931 م بجنوب السودان), هو لواء معاش، ضابط سابق بالجيش ورجل دولة تدرج في تعليمه حتى تخرج من الكلية الحربية السودانية بأم درمان 1960 م.
عمل ضابطاً بالقوات المسلحة السودانية في الفترة من (1960-1963 م) ثم التحق بجيش التمرد الجنوبي " الانانيا" . وقد كان قائداً لجيش الانانيا في عام 1969 م، في فترة الحرب الأهلية السودانية الأولى.
ثم عاد من التمرد ووقع اتفاقية اديس ابابا لاحلال السلام في الجنوب في 3 مارس 1972 م وعاد إلى البلاد حيث تمت ترقيته لرتبة اللواء وعين قائداً للقيادة الجنوبية في 1974 م.
ثم رئيساً للمجلس التنفيذي الانتقالي العالي للإقليم الجنوبي.
تم تعيينه نائباً لرئيس الجمهورية في الفترة من 1980 وحتى 1985 م.
في عام 1985 عندما أطاح وزير الدفاع عبد الرحمن سوار الذهب بحكومة نميري، فقد جوزيف لاجو أيضًا منصبه كنائب ثانٍ للرئيس، بعدها انتقل الي إلى المملكة المتحدة مع عائلته، أعقب الحكم العسكري القصير احكومة منتخبة ديمقراطياً برئاسة الصادق المهدي، الذي عينة سفيراً متجولاً. وعندما وصل عمر البشير الي السلطة استمر منصب جوزيف لاجو كسفير متجول في ظل النظام الجديد بعد أن أكده الرئيس البشير نفسه.
تم تعيين جوزيف لاجو سفيراً للسودان لدى الأمم المتحدة بين سبتمبر 1990 ويناير 1992. ثم أعيد تعيينه سفيراً متجولاً.
استقال من منصبه في مايو 1998 بعد تعيينه مستشارًا رئاسيًا، وهو المنصب الذي رفضه وطلب إعفاءه من جميع الواجبات الرسمية ليصبح مواطنًا عاديًا وصوتًا مستقلاً.
له عدة مؤلفات تم نشرها، منها كتاب :
- الانانيا : مالذي نحارب من أجله ؟؟ تم نشره عام 1972م.
- نال وسام النيلين من الطبقة الأولى.

عاد إلى الخرطوم في 19 نوفمبر 2004 م بعد طول غياب.

## انظر ايضاً
- دينق ألور

## روابط خارجية
- جوزيف لاقو على موقع الموسوعة البريطانية (الإنجليزية)
- جوزيف لاقو على موقع مونزينجر (الألمانية)